# 참여우원숭이
참여우원숭이 또는 갈색여우원숭이는 참여우원숭이속(Eulemur)에 속하는 여우원숭이의 총칭이다. 중간 크기의 영장류로 마다가스카르에서만 서식한다. 참여우원숭이의 털은 길고, 보통 붉은 갈색을 띤다. 종종 채색(이변색성)에서, 예를 들어 검은여우원숭이는 성적이형(sexual dimorphism)을 보여 준다. 참여우원숭이의 키는 30에서 50cm이고, 키보다 긴 꼬리를 지니기도 한다. 몸무게는 2~4 kg이다.

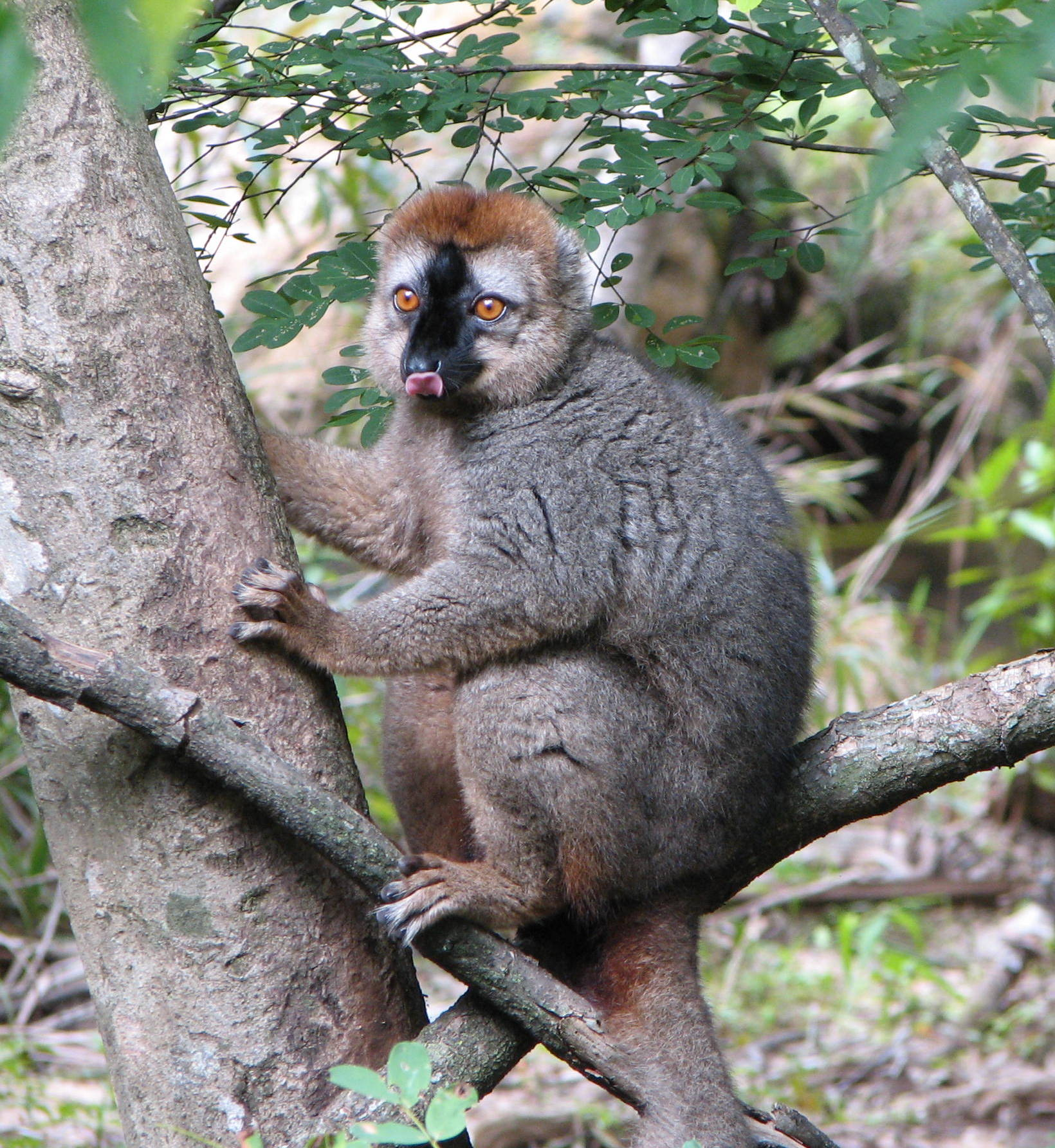
붉은여우원숭이
(Eulemur rufus)

참여우원숭이는 주로 낮에 활동하며, 숲에서 서식한다. 일부 종들은 우림을 선호하는 반면에 일부는 건조림에서 서식한다. 이들은 나무를 능숙하게 오르며, 먼 거리의 나무 사이를 꼬리로 균형을 잡아, 건너뛸 수 있다. 땅에 있을 때는 거의 대부분 네 발로 움직인다. 참여우원숭이는 2마리에서 15마리까지 무리를 지어 함께 생활한다.
참여우원숭이의 먹이는 거의 대부분 꽃과 과일, 나뭇잎 등의 초식 식물이다. 동물원 등에서, 곤충을 먹는 모습이 발견된 적은 있다.
임신 기간은 125일이다. 여름 또는 초가을 동안에(우기철이 시작되기 전 짧게), 암컷은 보통 2마리의 새끼를 낳는다. 새끼는 어미의 털을 움켜쥐고, 목에 단단히 매달리며, 좀 더 자라면 등에 엎힌다. 젖을 떼는 시기는 약 5개월 이후이며, 약 18개월이 지나면 완전히 다 자라게 된다. 참여우원숭이의 평균 수명은 18년에 달하며, 사육 생활에서는 더 길다.

## 하위 종
- 검은여우원숭이 (E. macaco)
- 갈색여우원숭이 (E. fulvus)
- 샌포드갈색여우원숭이 (E. sanfordi)
- 흰머리여우원숭이 (E. albifrons)
- 붉은여우원숭이 (E. rufus)
- 붉은이마여우원숭이 (E. rufifrons)
- 목도리갈색여우원숭이 (E. collaris)
- 회색머리여우원숭이 (E. cinereiceps)
- 몽구스여우원숭이 (E. mongoz)
- 관여우원숭이 (E. coronatus)
- 붉은배여우원숭이 (E. rubriventer)
- 스클레이터여우원숭이 (E. flavifrons)

## 계통 분류
다음은 여우원숭이과 영장류의 계통 분류이다.

|  | \| \| 여우원숭이속 \| \| \| \| \| \| 대나무여우원숭이속 \| \| \| \| |
|  |                                                                     |
|  | 참여우원숭이속                                                      |
|  |                                                                     |
|  | 여우원숭이속                                                        |
|  |                                                                     |
|  | 대나무여우원숭이속                                                  |
|  |                                                                     |

|  | 여우원숭이속       |
|  |                    |
|  | 대나무여우원숭이속 |
|  |                    |

|  | \| \| 여우원숭이속 \| \| \| \| \| \| 대나무여우원숭이속 \| \| \| \| |
|  |                                                                     |
|  | 참여우원숭이속                                                      |
|  |                                                                     |
|  | 여우원숭이속                                                        |
|  |                                                                     |
|  | 대나무여우원숭이속                                                  |
|  |                                                                     |

|  | 여우원숭이속       |
|  |                    |
|  | 대나무여우원숭이속 |
|  |                    |